# El veler
El veler (títol original en anglès, The Boat) és una pel·lícula de thriller dramàtic maltès del 2018 dirigida per Winston Azzopardi i escrita per Joe Azzopardi i Winston Azzopardi. Joe Azzopardi és l'únic membre del repartiment, i la pel·lícula té molt poques línies parlades. S'ha doblat i subtitulat al català.